# Abdou Khadre Guirassy
Abdou Khadre Guirassy (* 12. Januar 1989 in Pikine) ist ein senegalesischer ehemaliger Fußballspieler.

## Karriere
Guirassy begann seine Profikarriere in der Jugendmannschaft von Sporting Braga. 2008 wechselte er zu GD Ribeirão, von wo er ein Jahr später zum portugiesischen Erstligisten Nacional Funchal wechselte. Sein Debüt in der höchsten portugiesischen Spielklasse gab der Senegalese am 31. August 2009 gegen den SC Olhanense, wo er in der 71. Minute für den Slowenen Nejc Pečnik eingewechselt wurde. Vier Minuten nach seiner Einwechslung erhielt er die gelbe Karte. Das Spiel endete 1:1. Drei weitere Einsätze in der Meisterschaft folgten. Weiters gab er sein Debüt auf europäischer Klubebene. Guirassy spielte in der Europa-League-Qualifikation gegen den Vertreter aus Russland Zenit Sankt Petersburg im Hinspiel ab der 87. Minute. Er kam auch im Rückspiel zum Einsatz, jedoch gab es keinen Einsatz in der Gruppenphase. In der Meisterschaft wurde der Verein Siebenter.